# Jordania na Mistrzostwach Świata w Lekkoatletyce 2019
Jordania na Mistrzostwach Świata w Lekkoatletyce 2019 – reprezentacja Jordanii podczas mistrzostw świata w Doha liczyła tylko jednego zawodnika, biegacza Samer Al-Johar specjalizującego się w biegach średnich.

## Skład reprezentacji

### Mężczyźni
| Zawodnik       | Konkurencja        | Eliminacje | Eliminacje | Półfinał | Półfinał | Finał | Finał   |
| Zawodnik       | Konkurencja        | Wynik      | Pozycja    | Wynik    | Pozycja  | Wynik | Pozycja |
| -------------- | ------------------ | ---------- | ---------- | -------- | -------- | ----- | ------- |
| Samer Al-Johar | bieg na 800 metrów | DSQ        | DSQ        | NQ       | NQ       | NQ    | NQ      |